# Caudacaecilia weberi
Caudacaecilia weberi är en groddjursart som först beskrevs av Taylor 1920.  Caudacaecilia weberi ingår i släktet Caudacaecilia och familjen Ichthyophiidae. IUCN kategoriserar arten globalt som otillräckligt studerad. Inga underarter finns listade i Catalogue of Life.